# Märta Lindqvist
Märta Lindqvist, född den 7 september 1888 i Stockholm, död där den 3 april 1939, var en svensk journalist, författare och översättare. Signaturer: Quelqu’une, Apropos och M. Lst.

## Biografi
Lindqvist var dotter till musikdirektören Hugo Lindqvist och folkskolläraren Louise Lindqvist, född Simonsson. Hon var elev vid Sofi Almquists samskola i Stockholm och tog studentexamen 1907. År 1908 blev hon student vid Uppsala universitet och filosofie magister 1913. Åren 1909–1913 var hon lärare vid Uppsala enskilda läroverk och 1915–1916 vid Stockholms borgarskola.
Hon var anställd på Svenska Dagbladet från 1916. Lindqvist beskrivs som en intellektuell och mångsidig skribent med  ett stort kontaktnät. Hon blev populär bland både allmänhet och hos tidningsledningen och betraktades på sin tid som en stjärnreporter, endast kallad Lindqvist. Hon var länge radikalt vänstersinnad och känd som Röda Märta, men blev senare kyrkligt engagerad.
Lindqvist översatte utländsk skönlitteratur till svenska, publicerade flera samlingar av egna reportage i bokform och skrev bland annat under signaturerna Quelqu’une, Apropos och M. Lst. i pressen. Hon gjorde utlandsreportage redan strax efter första världskriget en reportageresa till Hollywood 1924 och tillhörde under 1920-talet Sveriges första filmrecensenter.
Märta Lindqvist är begravd på Norra begravningsplatsen utanför Stockholm.

### Översättningar (urval)
- Maclaren, Ian (1914). Vid den blommande rosenbusken. Uppsala: Lindblad. Libris 1636798 - Engelska originalets titel: Beside the Bonnie Brier Bush.
- Maclaren, Ian (1916). Fader Jinks och andra berättelser. Uppsala: Lindblad. Libris 1655696
- Kapp, Julius (1917). Richard Wagner och kvinnorna : en erotisk biografi. Stockholm: Wahlström & Widstrand. Libris 1654156 - Tyska originalets titel: Richard Wagner und die Frauen.
- Hamsun, Knut (1919). Svärmare. Stockholm: Åhlén & Åkerlund. Libris 1652838 - Norska originalets titel: Sværmere.
- Locke, William John (1919). Marcus Ordeynes moral. Stockholm: Skoglund. Libris 1655330 - Engelska originalets titel: The moral of Marcus Ordeyne.
- Wharton, Edith (1922). Glädjens hus. 1-2. Stockholm: Skoglund. Libris 1484388 - Engelska originalets titel: The house of mirth.
- Mansfield, Katherine (1922). Mannen utan temperament och andra berättelser. Stockholm: Skoglund. Libris 1487516 - Engelska originalets titel: Bliss and other stories.
- Mansfield, Katherine (1923). Främlingen. Stockholm: Skoglund. Libris 1487515 - Engelska originalets titel: The garden-party.
- Leblanc, Maurice (1923). Arsène Lupins märkvärdiga äfventyr. 10, De åtta klockslagen. Stockholm: Geber. Libris 2170407 - Franska originalets titel: Arsène Lupin, gentleman-cambrioleur : 9 nouvelles.
- Mansfield, Katherine (1924). Dockskåpet och andra berättelser. Stockholm: Skoglund. Libris 1487514 - Engelska originalets titel: The dove's nest and other stories.
- Duncan, Isadora (1929). Mitt liv. Stockholm: Geber. Libris 383114 - Engelska originalets titel: My life.
- Macaulay, Rose (1930). Föräldralösa ön. Stockholm: Skoglund. Libris 1339481 - Engelska originalets titel: Orphan Island.
- Berggrav, Eivind (1937). Biskop ovan polcirkeln. Stockholm: Diakonistyr. Libris 1711681 - Norska originalets titel: Spenningens land : visitasglimt fra Nord-Norge.
- Mansfield, Katherine (1946). Lycksalighet och andra noveller. Stockholm: Skoglund. Libris 1418874 - Utgör urval ur: Bliss ; The garden party ; The dove's nest
- Mansfield, Katherine (1978). Smekmånad och andra berättelser. Stockholm: Trevi. Libris 7612420. ISBN 91-7160-390-5 - Översättning från engelska av valda noveller.